# Fenamifos
Fenamifos, de triviale naam voor N-[ethoxy-(3-methyl-4-methylsulfanylfenoxy)fosforyl]propan-2-amine, is een organische verbinding met als brutoformule C13H22NO3PS. De stof komt voor als kleurloze kristallen met een kenmerkende geur, die matig oplosbaar is in water.
Fenamifos wordt gebruikt als insecticide. Handelsnamen van de stof zijn Bayer 68138, Bay SRA 3886, ENT 27572, Nemacur, Nemacur P en NSC 195106.

## Toxicologie en veiligheid
De stof vormt bij verbranding giftige en corrosieve gassen.
De stof kan effecten hebben op het zenuwstelsel, met als gevolg stuiptrekkingen en ademhalingsfalen. Er kan ook een remming van cholinesterase optreden. Blootstelling kan de dood veroorzaken.